# Mary Sue
Mary Sue je typ fiktivní postavy, obvykle mladé ženy, která je autorem vykreslena nerealisticky bez slabých stránek. Pojmenování pochází původně z fanfikce a nezřídka označuje autorovo idealizované vlastní já. Příběhy s Mary Sue často píší dospívající autoři.
Označení Mary Sue vymyslela Paula Smithová, která jej použila jako jméno postavy ve své parodické povídce „A Trekkie Tale“ ze světa Star Treku, jež vyšla v roce 1973 ve startrekovém fanzinu Menagerie. V příběhu účinkuje poručice Mary Sue („ve věku 15 a půl roku nejmladší poručík ve flotile“), která satirizuje idealistické ženské postavy, které se v té době ve startrekové fanfikci vyskytovaly.
Méně obvyklé mužské fiktivní postavy tohoto typu jsou označovány jako Marty Stu či Gary Stu.